# Cerco de Damieta (1218-1219)

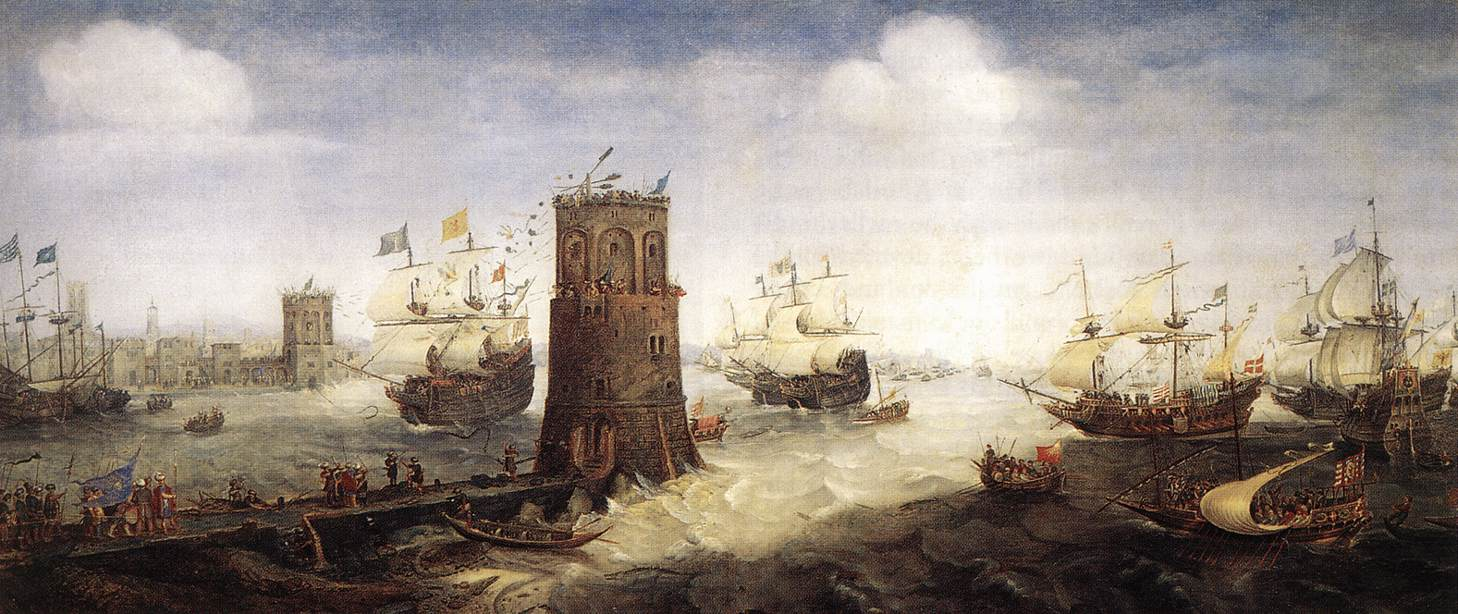
Os cruzados atacam a torre de Damieta, por Cornelis Claesz van Wieringen

O cerco de Damieta de 1218–1219 foi parte da Quinta Cruzada na qual os cruzados atacaram a cidade portuária egípcia de Damieta. A cidade, sob o controle do sultão aiúbida Camil, foi sitiada em 1218 e tomada pelos cruzados em 1219.
No início da Quinta Cruzada, foi acordado que uma força tentaria tomar Damieta, localizada na foz do rio Nilo. Os cruzados então planejaram usar esta cidade como ponto de partida para a parte sul de um ataque em pinça contra Jerusalém a partir de Acre e Suez. O controle sobre a área também forneceria riqueza para financiar a continuação da cruzada e reduziria a ameaça da frota muçulmana.